# 栗原みぃか
栗原 みぃか（くりはら みぃか、1973年7月25日 - ）は、日本の女優。神奈川県平塚市出身。2006年～2013年劇団ピープルシアターに所属。現在希楽星所属。

## 出演作品

### テレビドラマ
- R-17（女刑事役7話9話）
- ブラック・ジャックIII
- ハンドク!!!
- 利家とまつ〜加賀百万石物語〜
- ウルトラマンコスモス（26話ノリコ役）
- ウルトラマンネクサス（最終話）
- ペーパー離婚〜娘の結婚VS親の離婚〜
- ドラマＷ横山秀夫サスペンス 18番ホール（酒井久恵役）
- オルトロスの犬（患者）
- 華麗なるスパイ（京介の母〈回想〉）

### バラエティ
- 中居正広の金曜日のスマたちへ
- 奇跡体験！アンビリバボー
- サンデー・フロントライン

### 映画
- EGG〜in her eyes〜（キム）

### 舞台
- ISHIKARI（堤幸彦演出）
- ロストタイムロストマイセルフ（堤幸彦演出）
- 竜小太郎浅草公演－江戸紫浮名仇夢
- [日本モンゴル友好公演[スーホの白い馬]主演]
- 砂のクロニクル　ピープルシアター
- 黒蜥蜴（美輪明宏主演）
- ハムレット（桜会）
- くちびるとこぶし（新月座）

### DVD
- おかあさんといっしょ（ナレーション）

### キャスター・レポーター
- スカパーペットわくわくNEWS（キャスター）
- チャンネルJファッションチェック（キャスター）
- チャンネルJ日本の100社（レポーター）